# 幸町 (下川町)
幸町（さいわいまち）は、北海道上川地方の上川郡下川町にある地名である。郵便番号は098-1206である。

## 地理
下川町の市街地の中央部に位置する。地域は市街地として利用されている。東は錦町、共栄町、南は南町、西は西町、北は名寄川をはさんで北町に接する。

### 河川
- 名寄川

## 歴史
公区（行政区）の幸町とほぼ一致する。駅逓があった元町に隣接するため、早くから市街地が形成された。役場などの公共施設が集中する。国道239号線沿いは商店街として発展してきた。

### 地名の由来
公区名に由来する。

### 沿革
- 1924年（大正13年）1月1日 - 下川村分村に伴い、11字が設置される。
- 1984年（昭和59年）4月1日 - 従来の字を改正し、幸町が設置される。

### 町名の変遷
| 実施後 | 実施年月日   | 実施前（各字名ともその一部） |
| ------ | ------------ | ---------------------------- |
| 幸町   | 1984年4月1日 | 名寄原野、上名寄             |

## 交通

### バス
- 名士バス 興部線、下川線
- 下川町コミュニティバス

### 道路
- 国道239号 - 仮定県道
- 北海道道354号ペンケ下川停車場線 - 殖民区画の上名寄原野基線（23線～24線）

## 施設
- 下川町役場
- 上川北部消防事務組合下川消防署
- 下川町民会館
- 下川町公民館
- 下川町総合福祉センター「ハピネス」